# Denkmalzone Brunnenstraße (Baustert)

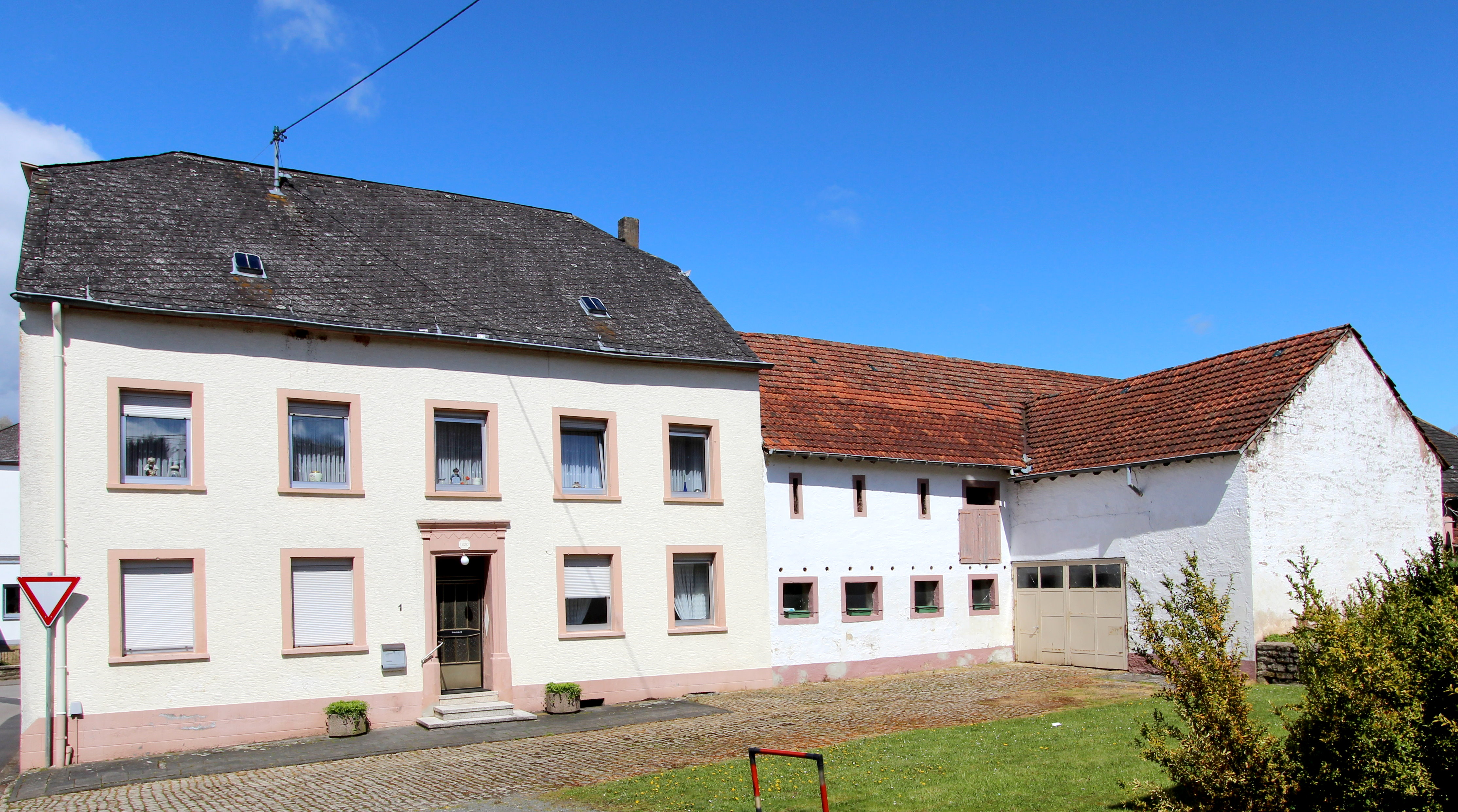
Brunnenstraße 1 in Baustert

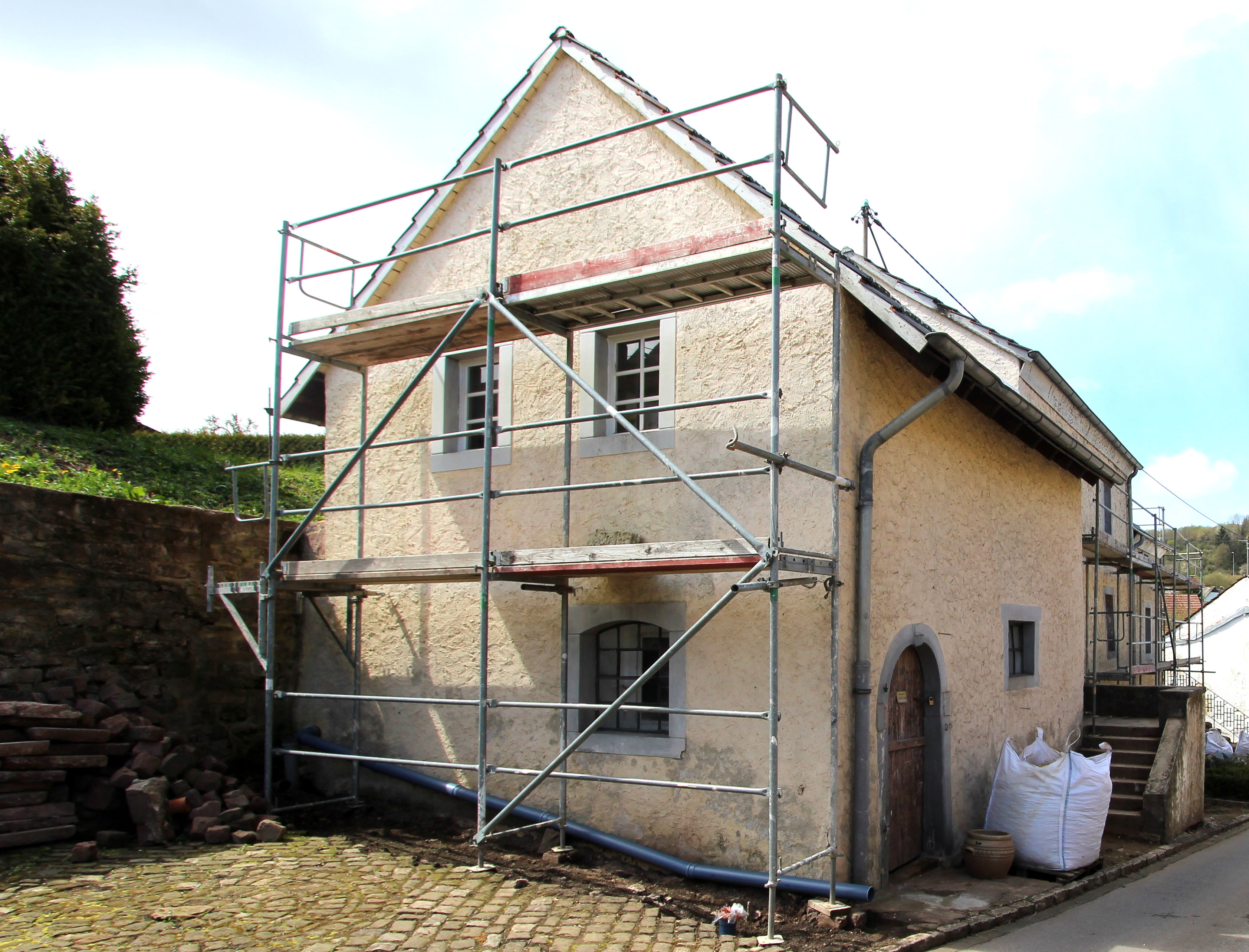
Brunnenstraße 6 in Baustert

Die Denkmalzone Brunnenstraße in Baustert, einer Ortsgemeinde im Eifelkreis Bitburg-Prüm in Rheinland-Pfalz, umfasst die Gebäude Brunnenstraße 2 bis 6.
Die als Denkmalzone ausgewiesene Bebauung der Brunnenstraße von der Abzweigung Im Eck bis zu ihrer Einmündung in die Neustraße stammt aus der zweiten Hälfte des 19. Jahrhunderts.
Die kleinen Höfe an der in einem Bogen ansteigenden Straße konnten ihre ursprüngliche Erscheinung im Großen und Ganzen bewahren. Von Ortsbild prägender Bedeutung sind der Winkelhof Nr. 2, dessen Wirtschaftsteil die Abzweigung Im Eck markiert, und die ihm gegenüber liegende, am Tor mit der Jahreszahl 1853 datierte Scheune von Nr. 3. 
Die Streckhöfe Nr. 4 und Nr. 5 (Scheunentor mit der Jahreszahl 1896 bezeichnet) verengen die Straße im Auslauf der leichten Kurve und betonen so ihr Ansteigen zum Gebäude Nr. 6 (auch als Einzeldenkmal geschützt) hin.